# Bernard Herbert Suits
Bernard Herbert Suits, ameriški filozof in predavatelj, * 1925, Detroit, Michigan, Združene države Amerike, † 5. februar 2007.
Suits je obiskoval srednjo šolo Denby v Detroitu. Nato je bil vpoklican v ameriško mornarico in od leta 1944 do 1946 služil kot mornar prvega razreda na ladji U.S.S. Olmsted. Študij je nadaljeval na Univerzi v Chicagu, kjer je diplomiral in magistriral iz filozofije. Doktoriral je iz filozofije na Univerzi Illinois, in sicer s primerjalno študijo dveh estetik, ki nosi naslov The Aestetic Object in Santayana and Dewey.
Leta 1957 je začel poučevati na Univerzi Illinois, leta 1959 pa je presedlal na Univerzo Purdue. Leta 1966 je Suits postal izredni profesor na Univerzi v Waterlooju, kjer je ostal do svoje upokojitve.
Med poučevanjem na Univerzi v Waterlooju je Suits zasedal naslednje položaje: bil je predsednik oddelka za filozofijo v Waterlooju, prodekan za podiplomske zadeve na Filozofski fakulteti in predsednik Mednarodnega združenja za filozofijo športa. Suits je bil leta 1982 nagrajen z nagrado Distinguished Teacher Award, leta 1995 pa je bil imenovan za zaslužnega profesorja. Nagrado so na strani fakultete obeležili s sledečo argumentacijo: na pedagoškem področju je delovanje g. Suitsa obsegalo predavanja, seminarje, javna predavanja, kolokvije, univerzitetne tečaje v centrih zunaj kampusa ter mentorstvo podiplomskim študentom. Profesor Suits je bil nominiran za nagrado za izjemne dosežke na področju poučevanja zlasti zavoljo dveh lastnosti: briljantnosti njegovih predavanj in intelektualnega učinka vseh njegovih stikov s študenti. Pismo njegovega predsedujočega se je začelo s stavkom: "V oddelku se malone vsi strinjajo, da je Suits eden najbolj briljantnih predavateljev po mnenju mnogih." Učenci so hitro začutili to sposobnost. Eno izmed premišljenih študentskih pisem, ki sestavljajo nominacijo – pismo, ki ga je podpisalo devetnajst dodiplomskih študentov, vključno z letošnjim dobitnikom zlate medalje na področju umetnosti – ima naslednjo izjavo: »Razredi profesorja Suitsa se običajno v prvih nekaj dneh semestra prestavijo v večji prostor in večje sobe.” In nadalje: »Kljub temu je jasno, da ima profesor Suits dar, ki ga številke in statistike ne odražajo ustrezno. Resnično skrbi za intelektualni razvoj svojih učencev in na vse možne načine spodbuja njihovo sposobnost razmišljanja z lastno glavo.« Drugi dokument, ki podpira nominacijo, pa navaja še en vidik: "Prav sposobnost profesorja Suitsa, da pritegne študente različnih in raznolikih akademskih okolij, ga najbolj odlikuje kot vrhunskega učitelja." Eden izmed njegovih diplomantov, ki je zdaj tudi sam uveljavljen, uspešen učitelj filozofije, preprosto izjavi: »Svoje učenje sem vedno skušal oblikovati po njegovem.« Nekdanji doktorski študent pa opisuje stil profesorja Suitsa, ki mu je bil mentor pri diplomski nalogi, z besedami: "Natanko ve, kdaj mora zagroziti, kdaj se mora s teboj pregovarjati in kdaj te pohvaliti." Pa končajmo s komentarjem še enega nekdanjega podiplomskega študenta: »Prepričan sem, da smo mnogi zapustili njegove tečaje z več kot le znanjem o predmetu in več kot spoštovanjem njegove osebnosti: odšli smo z navdušenjem nad kritičnim mišljenjem in njegovo uporabnostjo.«
Suitsovo področje filozofskega raziskovanja so bile igre in igranje iger; z leti je postal prava avtoriteta na tem področju. Najbolj znan je po svoji knjigi "The Grasshopper: Games, Life and Utopia". Leta 2020 je založba Sophia izdala prevod omenjenega dela v slovenščini. Gre za temeljno delo v filozofiji športa, še posebej pa je pomembna tistim, ki šport konceptualno motrijo kot igro.
Bil je tudi gostujoči profesor na Univerzi v Lethbridgeu in Univerzi v Bristolu. Leta 1982 je nastopil kot posebni gost v oddaji TVO "The Academy on Moral Philosophy".